# Folco Buonamici
Folco Buonamici (Sanremo, 14 luglio 1902 – Firenze, 31 marzo 1990) è stato un militare italiano, ufficiale sommergibilista.
Partecipò nel febbraio 1942 al film di guerra Alfa Tau! di Francesco De Robertis dove interpretò proprio la sua parte di comandante del XII° Gruppo sommergibili di Pola e dove il protagonista era il vero capitano di corvetta Bruno Zelik, comandante del sommergibile di fantasia X. 3.
La pellicola venne distribuita nello stesso 1942 e ottenne un premio al festival del cinema di Venezia. Film neorealista che impiegò quasi esclusivamente personale effettivo alle Forze Armate.

## Biografia
Nato a Sanremo, nel 1902, si arruolò giovanissimo in Marina nel 1917, partecipando ai corsi di ufficiale dei ruoli normali dell'Accademia di Livorno conseguendo il grado di guardiamarina in servizio permanente il 15 luglio 1923. Promosso sottotenente di vascello il 15 gennaio 1925 e tenente di vascello il 23 giugno 1928, dopo un periodo di insegnamento di condotta alla navigazione presso l'accademia di Livorno, nel 1930 imbarcò sull'incrociatore Ancona, unità di bandiera dell'ammiraglio Romeo Bernotti, comandante della 2ª divisione navale. In seguito, nel 1931-32 imbarcò sul sommergibile Luciano Manara, quale ufficiale in 2^, iniziando un periodo, quasi ininterrotto, sui sommergibili, nel periodo in cui il battello era al comando prima del capitano di fregata Antonio Legnani e poi del tenente di vascello Guido Zacchetti.
In seguito Buonamici presso l'Accademia Navale a Livorno nel 1932 eseguì il corso EC (brevetto d'idoneità al servizio elettrico e radiotelegrafico), imbarcando nel 1933-34 sull'incrociatore Trento, quale ufficiale E.
Ritornò quindi sui sommergibili assumendo il 19 maggio 1935 il comando del sommergibile Delfino, partecipando poi alla guerra di Spagna e permanendo su questo battello sino al principio del 1937.
Promosso capitano di corvetta il 1º gennaio 1937, fu addetto al Gabinetto del sottosegretario di Stato al Ministero della Marina, ammiraglio Domenico Cavagnari nel 1938-39. Passò al comando del sommergibile Enrico Toti nel maggio 1939, partecipando a Napoli alla Rivista navale I, in onore al principe di Jugoslavia. Quindi assunse il comando del nuovo Alberto Guglielmotti nel giugno 1939, svolgendo una crociera addestrativa in Atlantico, insieme ad altri battelli.
Comandò consecutivamente i sommergibili Marcello dal 25 settembre 1939 al 21 febbraio 1940 e Veniero dal 22 febbraio al 26 agosto 1940. In quest'ultimo battello la notte tra il 7 e l'8 luglio 1940 fu il primo sommergibilista in guerra ad attraversare lo Stretto di Gibilterra in immersione per svolgere una missione in Atlantico, dimostrando la percorribilità in navigazione occulta di tale passo geografico, mai prima tentata per difficoltà idrografiche e per la sorveglianza avversaria. Questa percorribilità nello Stretto poi divenne prassi consolidata per i battelli italiani e tedeschi durante il conflitto.
Nell'assumere poi il comando dell'Ettore Fieramosca nel settembre 1940, a Pola, Buonamici fu primo anche nel comando della Scuolasom (XII° Grupsom) che tenne sino al maggio 1942, partecipando quell'anno anche alle riprese cinematografiche del film di guerra Alfa Tau! di Francesco De Robertis nel suo ruolo di comandante del XII° Gruppo sommergibili, comprensivo e paternalista con il personale dipendente. Tra i famosi ufficiali sommergibilisti, oltre a Bruno Zelik, si riconoscono nella pellicola Giuseppe Roselli Lorenzini, Aldobrando De Paulis Fedele, Giuseppe Franco e Mariano Dellino.
Alla neonata Istituzione vennero assegnati ben otto sommergibili e alcune navi appoggio/bersaglio. L’attività didattica iniziò nel settembre del 1940 sotto il comando dello stesso capitano di corvetta Folco Buonamici, poi promosso capitano di fregata.
L'attività addestrativa, teorica e pratica, si articolò su diverse linee: tirocini di comando, tirocini per ufficiali di SM, per ufficiali GN e Direttori di Macchina, per sottufficiali, per marinai, per timonieri orizzontali. Per questi ultimi, nel settembre del '40, si acquistò un “apparecchio tedesco per l'istruzione e l'allenamento dei timonieri agli orizzontali”.
Nel febbraio del 1942 la Scuola, sempre al comando di Buonamici, si ampliò riorganizzandosi su due componenti: la Sezione didattica (che rimase a Pola) e la Sezione tattica (a Fiume) dove era più agevole svolgere l’attività subacquea lancistica, per via del silurificio colà esistente.
Dal 1º giugno 1942, Buonamici imbarcò sull'incrociatore Luigi di Savoia Duca degli Abruzzi (capitano di vascello Giovanni Viansino), quale ufficiale in 2^, permanendo a bordo sino al 15 luglio 1943, quando fu rilevato dal capitano di fregata Corradino Galletti.
Buonamici fu sorpreso dall'armistizio dell'8 settembre 1943 nella sua casa fiorentina e riuscì a sottrarsi alla cattura dei tedeschi riprendendo servizio poi nel 1944 ad Haifa quale comandante superiore navale del Levante e del locale gruppo sommergibili destinati all'addestramento delle forze navali alleate, permanendovi sino al 1945.
Promosso capitano di vascello nel 1948, fu nel 1950 collocato in ausiliaria a domanda, entrando nella riserva navale nel 1959, durante la quale fu promosso contrammiraglio.
Andò in congedo assoluto per età nel 1975. Morì a Firenze il 31 marzo 1990.

## Onorificenze
|  | Medaglia di bronzo al valor militare |
|  | «Al comando di sommergibili ha compiuto con esito favorevole missioni di guerra particolarmente difficili e rischiose, operando sempre con forte animo ed esemplare perizia e dimostrando sereno coraggio e profonda coscienza del dovere.» — Mediterraneo ed Atlantico, giugno 1940 - giugno 1941. - R.D. 31 dicembre 1942. |